# Pedro Bidagor Lasarte
Pedro Bidagor Lasarte   (Sant Sebastià, 12 de novembre de 1906 - Sant Sebastià, 14 d'agost de 1996) fou un arquitecte i urbanista basc. Va acabar els seus estudis d'arquitectura el 1931 a l'escola de Madrid i després de la guerra, entre 1939 i 1941 va dirigir d'oficina tècnica de la Junta de Reconstrucció de Madrid, des d'on va elaborar el Pla d'Ordenació de Madrid i la seva zona d'influència.